# Sophie (nhạc sĩ)
Sophie Xeon (/ˈziːɒn/; 17 tháng 9 năm 1986 – 30 tháng 1 năm 2021), được biết đến với nghệ danh Sophie (hay cách điệu hóa là SOPHIE), là một nhà sản xuất âm nhạc, nhạc sĩ và DJ người Anh. Âm nhạc của cô được biết đến với cách tiếp cận táo bạo đối với dòng nhạc pop, với những âm hưởng mang tính thử nghiệm và chất liệu "ngọt ngào". Sophie được coi là một trong những người tiên phong trong việc định hình thể loại hyperpop vào những năm 2010.
Sophie bắt đầu nổi tiếng nhờ loạt các đĩa đơn đột phá, tiêu biểu là "Bipp" (2013). Ban đầu, cô quyết định giữ kín danh tính cá nhân, nhưng đến năm 2017, cô công khai mình là người chuyển giới. Năm 2018, cô phát hành album phòng thu "Oil of Every Pearl's Un-Insides", album được đề cử giải Grammy ở hạng mục Album Nhạc Dance/Điện tử Xuất sắc nhất. Sophie cũng hợp tác với các nghệ sĩ thuộc hãng PC Music như A. G. Cook và GFOTY, đồng thời sản xuất âm nhạc cho những tên tuổi lớn như Charli XCX, Vince Staples, Kim Petras, Madonna, Hyd, Gaika và Namie Amuro.
Sophie qua đời vào tháng 1 năm 2021 sau một lần ngã tại Athens, Hy Lạp. Trang AllMusic đã ca ngợi cô là "một nhà tiên phong dũng cảm trong dòng nhạc điện tử. Album phòng thu thứ hai mang tên Sophie, được cho là gần hoàn thiện vào thời điểm cô qua đời và được anh trai của cô là Benny Long hoàn thành, nó được phát hành vào năm 2024.

## Thời thơ ấu
Sophie sinh ngày 17 tháng 9 năm 1986 tại Northampton, Anh, và lớn lên tại đây, trước khi gia đình chuyển đến London khi cô còn nhỏ. Tuy nhiên, nhiều người vẫn thường nhầm lẫn khi cho rằng Sophie và gia đình cô là người Scotland.
Trong một bài phỏng vấn được đăng trên Lenny Letter, Sophie chia sẻ: "[Bố tôi] có bản tính tuyệt vời, ông đã đưa tôi đến các buổi tiệc quẩy khi tôi còn rất nhỏ. Ông mua những băng cassette nhạc rave (nhạc quẩy) cho tôi, rồi bật chúng trên xe và kiểu như: 'Những thứ này sẽ rất quan trọng đối với con.' [...] Lần đầu nghe nhạc điện tử, tôi đã mê mẩn dành tất cả thời gian để nghe những băng cassette đó. Tôi thậm chí còn lén ăn cắp chúng từ xe [của bố]." Pet Shop Boys và The Prodigy là một trong những nghệ sĩ yêu thích của cô. Sau khi nhận một cây đàn keyboard làm quà sinh nhật, Sophie bắt đầu hứng thú với việc sản xuất âm nhạc.
Vào khoảng năm chín hoặc mười tuổi, Sophie bày tỏ mong muốn bỏ học để trở thành nhà sản xuất nhạc, nhưng không được phép. Cô tiếp tục làm nhạc suốt thời niên thiếu và thường xuyên nói rằng: "Tôi chỉ sẽ tự nhốt mình trong phòng cho đến khi làm xong một album." Chị của Sophie từng nhờ cô DJ trong đám cưới của mình; sau đó chị ấy thừa nhận rằng khi ấy chị không biết Sophie làm gì trong phòng riêng mà chỉ đoán rằng cô là một DJ. Chính trong khoảng thời gian này, Sophie đã học cách DJ bên cạnh việc sản xuất âm nhạc.

## Danh sách các đĩa nhạc
- Product (2015)
- Oil of Every Pearl's Un-Insides (2018)
- Oil of Every Pearl's Un-Insides Non-Stop Remix Album (2019)
- Sophie (2024)

## Giải thưởng và đề cử
| Giải thưởng                                                  | Năm  | Đề cử                                                | Hạng mục                                                                                             | Kết quả   | Tham khảo     |
| ------------------------------------------------------------ | ---- | ---------------------------------------------------- | --- | --------- | ------------- |
| AIM Independent Music Awards (Giải thưởng Âm nhạc Indie AIM) | 2018 | Sophie                                               | UK Breakthrough of the Year (Nghệ sĩ Đột phá của Năm tại Vương quốc Anh)                             | Đề cử     | [ 15 ] [ 16 ] |
| AIM Independent Music Awards (Giải thưởng Âm nhạc Indie AIM) | 2018 | Sophie                                               | Innovator Award (Giải thưởng Sáng tạo)                                                               | Đoạt giải | [ 15 ] [ 16 ] |
| AIM Independent Music Awards (Giải thưởng Âm nhạc Indie AIM) | 2018 | Oil of Every Pearl's Un-Insides                      | Independent Album of the Year (Album nhạc Indie của Năm)                                             | Đề cử     | [ 15 ] [ 16 ] |
| AIM Independent Music Awards (Giải thưởng Âm nhạc Indie AIM) | 2020 | Oil of Every Pearl's Un-Insides Non-Stop Remix Album | Best Creative Packaging (Thiết kế Bao bì Sáng tạo Xuất sắc Nhất)                                     | Đề cử     | [ 17 ]        |
| AIM Independent Music Awards (Giải thưởng Âm nhạc Indie AIM) | 2021 | "Sweat" (Sophie Remix)                               | Best Independent Remix (Nhạc Remix Indie Xuất sắc Nhất)                                              | Đề cử     | [ 18 ]        |
| Grammy Awards (Giải Grammy)                                  | 2019 | Oil of Every Pearl's Un-Insides                      | Grammy Award for Best Dance/Electronic Album(Giải Grammy cho Album nhạc điện tử/dance xuất sắc nhất) | Đề cử     | [ 19 ]        |
| Libera Award (Giải Libera)                                   | 2019 | Oil of Every Pearl's Un-Insides                      | Best Dance/Electronic Album (Album Nhạc Dance/Điện tử Xuất sắc nhất)                                 | Đề cử     | [ 20 ]        |
| Q Awards (Giải Q)                                            | 2018 | Sophie                                               | Best Solo Artist (Nghệ sĩ đơn ca xuất sắc nhất)                                                      | Đề cử     | [ 21 ]        |

Ghi chú: Tên của các hạng mục và giải thưởng được tạm dịch.